# Тороховка
Тороховка — река в России, протекает по территории Гдовского района Псковской области. Впадает в Чудское озеро. Длина реки составляет 18 км, по другим данным — 22,6 км.
Тороховка — типичная малая река Северо-Запада России. Она имеет ярко выражено весеннее половодье, зимнюю и летнюю межень, и осенние паводки. Единичные паводки могут достигать таких же величин, как и половодье.
Лёд на реке становится в ноябре-декабре и сходит в апреле, ледохода не наблюдается, лёд стаивает равномерно. Вода относится к гидрокарбонатному классу, натриево-калиевой группе, маломинерализованная, мягкая, нейтральная.

## Данные водного реестра
По данным государственного водного реестра России относится к Балтийскому бассейновому округу, водохозяйственный участок реки — Водные объекты бассейна оз. Чудско-Псковское без р. Великая, речной подбассейн отсутствует. Относится к речному бассейну реки Нарва (российская часть бассейна).
Код объекта в государственном водном реестре — 01030000312102000027404.